# Barry Gifford
Barry Gifford (Chicago, 18 ottobre 1946) è uno scrittore, poeta e sceneggiatore statunitense.

## Biografia
Il suo stile è riconosciuto per il suo miscuglio particolare di paesaggi americani, film noir e follia letteraria in stile Beat Generation.
La sua opera più famosa è la serie di racconti su Sailor e Lula, una coppia di giovani ribelli on the road, che divenne il soggetto del film di David Lynch Cuore selvaggio. Ha inoltre collaborato con Lynch nella scrittura della sceneggiatura di Strade perdute. La maggior parte del lavoro di Gifford è di nonfiction.

## Opere

### La serie di Sailor e Lula
- Wild at Heart
- Perdita Durango
- Sailor's Holiday
- Sultan's of Africa
- Consuelo's Kiss
- Bad Day for the Leopard Man

### Opere tradotte
In Italia sono stati pubblicati:
- Cuore selvaggio Frassinelli - 1990 - Bompiani - 2000
- Gente di notte - Bompiani - 1993; Ristampato nel volume Notti del Sud - Jimenez - 2020
- Storie selvagge - Bompiani - 1995
- Baby Cat-Face & Alzati e cammina - Bompiani - 1996; Ristampati nel volume Notti del Sud - Jimenez - 2020
- Il padre fantasma - Bompiani - 1999
- Wyoming - Bompiani - 2000; Jimenez - 2021
- Jacks book: una biografia narrata di Jack Kerouac - Fandango - 2001
- Port tropique - Einaudi - 2003
- I vecchi tempi e altre storie - Sartorio - 2005

## Riconoscimenti
- Premio Brancati
  - 1993 – Premio Zafferana per la diffusione della cultura italiana nel mondo[1]